# Friedrich Blumenröhr
Friedrich Blumenröhr (* 24. Oktober 1936 in Erwitte/Westfalen) war von 1978 bis zu seinem Eintritt in den Ruhestand 2001 Richter am Bundesgerichtshof.
Nach Beendigung seiner juristischen Ausbildung mit Promotion trat Blumenröhr 1965 in den Justizdienst von Bayern ein. 
Nach einer dreijährigen Abordnung als wissenschaftlicher Mitarbeiter an den Bundesgerichtshof wurde Blumenröhr im Jahr 1970 zum Amtsgerichtsrat beim Amtsgericht Weilheim ernannt. Bereits 1973 erfolgte seine Ernennung zum Richter am Oberlandesgericht, in welcher Funktion er bis 1978 beim Oberlandesgericht München tätig war.
1978 wurde Blumenröhr dann zum Richter am Bundesgerichtshof ernannt. Er war zunächst im IV. Zivilsenat und ab 1980 im XII. Zivilsenat tätig, zu dessen stellvertretendem Vorsitzenden er ab 1984 bestellt war. 1992 übernahm Blumenröhr dann den Vorsitz dieses Senats und behielt diese Position bis zu seinem Eintritt in den Ruhestand.
Blumenröhr ist Mitglied der katholischen Studentenverbindungen KDStV Moenania zu München und der KDStV Schwarzwald Karlsruhe im CV.